# Otto Graf Lambsdorff
Otto Friedrich Wilhelm Freiherr von der Wenge Graf Lambsdorff (20. december 1926 i Aachen – 5. december 2009 i Bonn) var en tysk liberal politiker (FDP).
Han var føderal økonomiminister fra 1977 til 1982, og fra 1988 til 1993 formand for FDP. Mellem 1972 og 1998 var han medlem af det tyske parlament.
Han deltog i 2. verdenskrig, hvor han fra foråret 1944 gjorde tjeneste som officersaspirant i Wehrmacht efter at have gået på officerskolen Ritterakademie i Brandenburg an der Havel fra 1941. Lige før krigens slutning blev han stærkt såret. Efter krigen studerede han jura. Han blev dr. juris. i 1952. Han arbejdede i bankvæsenet frem til 1971, og virkede fra 1960 desuden som advokat.
Han var ældste søn af grev Herbert von Lambsdorff og Eva von Schmid, og var gift i andet ægteskab med Alexandra von Quistorp. Fra sit første ægteskab havde han tre børn. Hans nevø Alexander Graf Lambsdorff repræsenterer fra 2004 FDP i Europa-Parlamentet.
Lambsdorff var medlem af den tyske evangelisk Johanniterorden. Han blev i 2000 tildelt storkors af Forbundsrepublikken Tysklands fortjenstorden. I 2006 blev han tildelt Nordrhein-Westfalens fortjenstorden.